# That's How Rumors Get Started
That's How Rumors Get Started è il terzo album in studio della cantante statunitense Margo Price, pubblicato nel 2020.

## Tracce
1. That's How Rumors Get Started – 4:10 (Margo Price)
2. Letting Me Down – 3:14 (Price, Jeremy Ivey)
3. Twinkle Twinkle – 3:31 (Price, Ivey)
4. Stone Me – 3:09 (Price, Ivey)
5. Hey Child – 3:49 (Price, Ivey)
6. Heartless Mind – 2:50 (Price, Ivey)
7. What Happened to Our Love? – 3:35 (Price)
8. Gone to Stay – 3:01 (Price, Ivey)
9. Prisoner of the Highway – 3:44 (Price)
10. I'd Die for You – 4:35 (Price, Ivey)